# Luka upisa
Luka upisa (eng. port of registry, hailing port, nje. Heimathafen, Registerhafen, francuski: port d'immatriculation) je u pomorstvu luka na čijemu je području sjedište tijela koje vodi upisnik u koji je brod upisan. Morski brodovi moraju nositi ime luke upisa. U luci upisa su službeno zabilježeni detalji o brodu, čamcu i drugom plovilu. Na plovilu moraju biti službeni broj, ime broda, registrirana tonaža i luka upisa. Ime luke upisa nalazi se na krmi plovila.
Matična luka (eng. home port) ne mora biti ista kao i luka upisa (eng. port of registry), koja je prikazana u registracijskim ispravama i ispisana na krmi trupa broda. U krstarećih brodova matična luka je pojam kojim se često referira na luku u kojoj brod preuzima i/ili promijeni većnu putnika dok preuzima zalihe i gorivo.